# Paul Crell
Paulus Crellius (1531-1579)  (* Eisleben, 5 de fevereiro de 1531 † Meißen, 24 de maio de 1579) foi um teólogo luterano alemão e professor de teologia da Universidade de Wittenberg, também conhecida como Leucorea. Foi também aluno de Philipp Melanchthon.

## Biografia
Frequentou a escola latina de sua cidade natal, tendo se matriculado em 14 de novembro de 1548, na Universidade de Wittenberg, onde estudou durante quatro anos e recebeu seu diploma de Mestre em Artes no dia 22 de Fevereiro de 1552.  Foi seu professor nessa época o filólogo e poeta Johannes Marcellus (1510-1551) que lhe ensinou as sete artes liberais, além de Johannes Bugenhagen (1485-1558), Johann Forster (1495-1556). Em 10 de julho de 1555 faz parte do Senado da Faculdade de Filosofia. Em 29 de Setembro de 1556 recebe a ordenação, seguindo os passos de Paul Eber (1511-1569) e tornando-se pregador na capela do palácio de Wittenberg. Em 7 de dezembro de 1559, recebe o diploma de Doutor em Teologia, tornando-se professor de teologia em Wittenberg, em janeiro de 1560, onde deu aulas sobre o Antigo e Novo Testamento, a Gênesis, o livro dos Romanos e de Dogmática com base na Loci Commundes de Philipp Melanchthon. No verão de 1563 atuou como reitor da universidade, em 20 de Junho de 1569 foi transferido para o consistório de Meißen; em junho de 1574 volta a atuar como professor em Wittenberg, onde permanece até a primavera de 1577.
Paul Crell foi casado com Anna, filha do teólogo luterano Georgius Major (1502-1574) com quem teve seis filhos: Theodore (* 06 Fev 1562), Sebastian (* 11 Jan 1563 † 1633), Paul (* 3 Jan 1566), Johannes (1573-1577), Anna (* 1564) e Anna (* 20 Dez 1567).

## Fórmula de Concórdia
Com a morte do reformador Martinho Lutero os protestantes se vêem divididos diante de várias situações religiosas, tais como a ceia do senhor, as escrituras sagradas, à questão crística, o livre-arbítrio, etc. Dessas controvérsias surgiram dois grupos: os luteranos autênticos e os filipistas, com base nas convicções religiosas deixadas por Philipp Melanchthon (1497-1560). Paul Crell participou desses debates, cujas teses mais tarde seriam publicadas no Livro de Concórdia, em 25 de Junho de 1580. A Fórmula de Concórdia seria proposta pelos protestantes cristãos para diferenciá-los dos demais precursores da fé.

## Obras
- Harmoniam quatuor Evangelistarum. Wittenberg 1566/1571/1613
- Opus concordatium. Frankfurt 1627
- Tractatum de justificatione &c. Freherus
- Monotessaron historiae evangelicae, 1566
- Biblia latina – studio Pauli Crellii, 1574, revisão da Vulgata, publicada por Paul Eber, segundo uma tradução de Lutero.
- Epistola dedicatoria zu Melanchthons Ennaratio epistolae prioris ad Timotheum, Wittenberg, 1561
- Commonefactio De verbis Symboli …', Wittenberg, 1571
- Tractatum de Justificatione, de bonis operibus, de libero arbitrio, de adiaporis, de coena Domini, in: L. Hutter, Concordia concors, Wittenberg, 1614
- Novum Promptuarium Biblicum' ou Neue Biblische Concordantien, hrsg. v. M. Hoë v. Hoënegg, 1627, umgearb. u. vermehrt v. D. Fessel, Frankfurt a. M. 1662
- Binae Epistolae … ad D. Caspar Eberhardum …, 1573, in: Unschuld. Nachr. od. Slg. v. alten u. neuen theol. Sachen, Leipzig 1716, S. 223-27